# Johns Hopkins University
Johns Hopkins University er et universitet i Baltimore i staten Maryland i USA. Universitet blev stiftet i 1876 og er navngivet efter dets første velgører, den amerikanske iværksætter og filantrop Johns Hopkins. Han testamenterede 7 mio. dollars (ca. 150 mio. i 2017-dollars), hvoraf halvdelen gik til at etablere Johns Hopkins Hospital og det var på daværende tidspunkt den største testamenterede donation nogensinde i USA.